# Cinéma du milieu
L'expression Cinéma du milieu ou films du milieu est apparue durant les années 2000 en France, et prononcée pour la première fois publiquement par la réalisatrice Pascale Ferran le 24 février 2007 à la 32e cérémonie des César. Elle désigne « les films populaires à prétention artistique, dont le budget est moyen ».
Sans le définir comme un mouvement artistique ni même comme revendiquant y appartenir, les cinéastes du Cinéma du milieu comme Pascale Ferran, Claude Miller, Claire Denis, Catherine Breillat, Bertrand Tavernier, ou encore Jacques Audiard tirent leurs références esthétiques de la Nouvelle Vague française. Les films de François Truffaut, Claude Chabrol, Jacques Rivette, Jean-Luc Godard ou encore Jacques Demy représentent bien l'idée du film à budget moyen, pouvant plaire à tous, et dans une démarche artistique.
L'expression de « Cinéma du milieu » a connu un impact médiatique inattendu lors du discours de Pascale Ferran aux César, sonnant l'alarme de l'obsolescence du système du financement du cinéma français. Le Club des 13 dont elle est la principale représentante a formulé 12 propositions pour rétablir l'équilibre dans le financement du cinéma.